# Рекотун
Рекотун (бел. Ракуту́н, Рэ́кут, Ро́кут, также Рекотина) — ручей в Рогачёвском районе Гомельской области Белоруссии. Левый приток Днепра.
Длина — 20 км. Площадь водосбора — 112 км². Средний наклон водной поверхности — 1,8 м/км.
Рекотун начинается в 2 км к востоку от деревни Ямное. Русло в верхнем и среднем течении канализировано (между дорогами Р43 и М8). Устье ручья находится в 1 км к западу от деревни Свержень.